# Anomaloglossus atopoglossus
Espèce
Synonymes
- Colostethus atopoglossus Grant, Humphrey & Myers, 1997

Statut de conservation UICN

 DD  : Données insuffisantes
Anomaloglossus atopoglossus est une espèce d'amphibiens de la famille des Aromobatidae.

## Répartition
Cette espèce est endémique de Colombie. Elle se rencontre entre 1 800 et 2 260 m d'altitude dans la cordillère Occidentale à la limite entre la Valle del Cauca et le Chocó.

## Publication originale
- Grant, Humphrey & Myers, 1997 : The median lingual process of frogs: a bizarre character of Old World ranoids discovered in South American dendrobatids. American Museum Novitates, no 3212, p. 1-40 (texte intégral).